# リュベッケ
リュベッケ（ドイツ語: Lübbecke,  [ˈlʏbəkə]、低地ドイツ語: Lübke）は、ドイツ連邦共和国ノルトライン＝ヴェストファーレン州デトモルト行政管区のミンデン＝リュベッケ郡に属す市である。ヴィーエン山地の北斜面に位置する。リュベッケは775年に hlidbek として初めて文献に記録されており、1279年に都市権を得た。

## 地理

### 位置

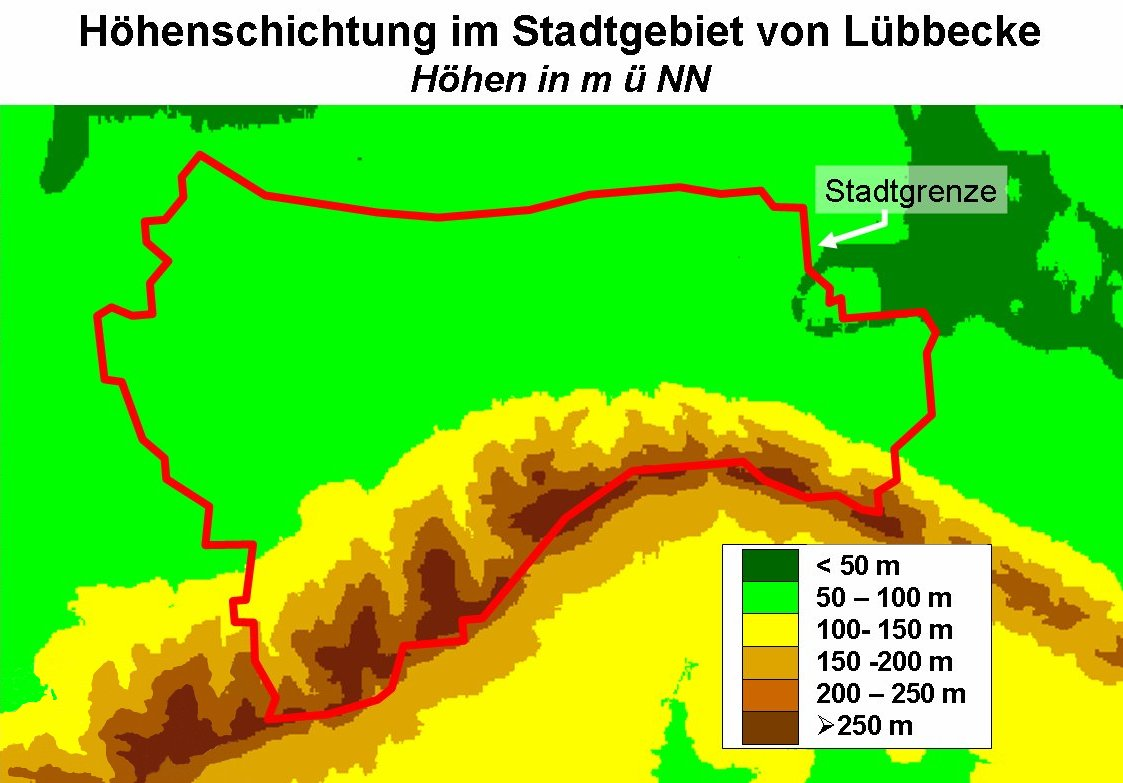
リュベッケの地形図

リュベッケはノルトライン＝ヴェストファーレン州の北東部、オストヴェストファーレン＝リッペ地方北部にあるミンデン＝リュベッケ郡の南西部に位置する。この都市は、地形上はミンデナー地方の西部にあたる。市域の大部分は北ドイツ低地に含まれる。ただし、市の南部地域は中低山地であるヴィーエン山地の北斜面であり、その稜線が市の南の市境をなしている。市の中核市部は山麓地域にあり、それ以外の地域は古くからの農業地域である。北の市境は、ミッテルラント運河がこれをなしている。市の北東部は、オッペンヴェーアー・モーアに次いでヴェストファーレンで2番目に大きな湿地グローセス・トルフモーアである。氷期のヴェーザー川が造った氷河谷であるミッテルラント運河の南の湿地とヴィーエン山地の高地との間の山麓部を、リュベッカー黄土地方と呼ばれる肥沃な黄土帯が細く縁取っている。市域の最北部はラーデン＝ディーペナウアー・ゲースト（ゲーストとは氷河谷に砂が堆積した地形である）に至る。このゲーストにはシュトックハウゼン区とアルスヴェーデ区およびリュベッケ工業地区の一部があるだけである。
リュベッケで最も高い山は、ハイトブリンク (320 m)、ヴルツェルブリンク (319 m)、クニーブリンク (315 m) である。中核市部近くには、ライネベルク (276 m)、ハイトコプフ (273 m)、メーゼンコプ (226 m) といった山がある。リュベッケ市南部の山並みは、ヴィーエン山地の中で最も標高の高い部分である。市域の北部は約 50 m 程度の高さである。最も低い地点は約 48 m である。

### 水域
ヴィーエン山地の分水界が南の市境をなしていることから、市内のほぼ全域で川は北に向かって流れている。わずか数 ha が市域に含まれるヴルツェルブリンクの南斜面においてのみ川は南に向かって流れる。Ronceva川が中核市部を通って流れている（大部分は暗渠となっている）。この川はフレーテ川を経由して、ヴェーザー川支流のグローセ・アウエ川に流れ込む。ただし、この街はヴェーザー川に面した部分を持たず、グローセ・アウエ川も市の最西部をかすめるだけである。"Gebirgsquellwasser"（山地の水源）は現在もリュベッケのビール製造にとって大変に重要である。
リュベッケは自然のままの水域に乏しい。運河も、湿地の湖や池も人の手によって造られたものである。最大の水域は、市内に約 50 ha を占めるミッテルラント運河と周囲の川を含めると約 9 ha を占める湿地地域の無名の湖である。この他の水域はいずれも小さなもので、1 ha 程度である。水域は合計で市域の 1.5 % (98.2ha) を占めている。

### 地質と資源
この街の表土は主に第四紀のもろい砂礫質の土壌（主に更新世の砂、砂利、黄土、漂礫土）からなる。ヴィーエン山地には、たとえば砂岩のようなジュラ紀の岩も見られる。
昔から重要なのは、家屋や道路の建築の際に砕石として用いる石灰岩の産出である。ヴィーエン山地には、ネッテルシュテットの南に稼働中の大規模な採石場があり、ここでは岩が爆破、破砕されている。ヴィーエン山地に現在もある無数の小さな採石場は、リュベッケに鉱業の長い伝統をもたらしている。ここでは何世紀も前から鉱石を求めて試掘が行われていたようだ（たとえばヴィーエン山地のミンデナー鉱山）。ホルスト・ヘーエ近郊に古い坑道がある。20世紀半ば、グローセス・トルフモーアで化石燃料の泥炭が、主に家庭用燃料として、採掘されるようになった。現在では、鉱床の消耗や自然保護を根拠に採掘は中止された。
自然の大きな勾配があるにもかかわらず、エネルギー源として水力発電は行われていない。これは山の小川がわずかな水が流れるだけで流域がわずかである事による。かつては多くの水車が市内で稼働していた。ヴルツェルブリンクの麓にあるアイハウゼン区では現在も水車を見ることができる。自然の資源である風力の利用は、近年大きな成長を遂げている。アイハウゼンに見られるような風車は、この地では昔からエネルギー源として風力を利用してきたことを示すものである。北ドイツ低地に位置していることが風力利用を助長している。
リュベッケはほとんど例外なく、地熱ゾンデを用いて地熱を熱源とすること、ヒートポンプによる熱取得に適した土地である。

### 市域の広がりと土地利用
この市の総面積は 65 km2である。東西軸は最大 13 km、南北軸は最大約 9 km である。
市域は主に農業に利用されており、このため田舎の様子を呈している。基本的にはヴィーエン山地だけが森に覆われている。土地利用の概要を以下の表に示す。
| 土地利用別面積 | 農業用地 | 森林   | 住宅・交通用地 | 水域  | その他 |
| -------------- | -------- | ------ | -------------- | ----- | ------ |
| 面積 (ha)      | 3,408    | 1,316  | 1,441          | 98    | 241    |
| 占有率         | 52.4 %   | 22.2 % | 20.2%          | 1.5 % | 3.7 %  |

出典: 州データ管理・統計局
人口密度が最も高いのは、リュベッカー・レスラントと呼ばれる山地の麓の肥沃な地域であり、この地域にほぼすべての集落がある。この地域の平均人口密度は600から1000人/km2である。ミッテルラント運河の南の低地はリュベッカー工業地区を除けば、人口密度はかなり低い。ヴィーエン山地とグローセス・トルフモーアは無人の地域である。人口密度が最も高い市区はケルンシュタット（中核市部）である。この市区の人口密度は約800人/km2で、全市の平均人口密度の倍に及ぶ。他の市区は比較的人口密度が低く、平均で250人/km2である。
農業用地の占有率は郡全体の平均値 (66 %) よりもわずかに低いが、州全体のそれ (49.7 %) に比べるとやや高い。リュベッカー黄土地方は大変に肥沃な土地柄である。この地域のアッカーツァール（直訳すると耕作地指数。耕地の質を示す指数で100点満点で示される）は 75 前後である。こうした良質な土地柄にふさわしく、この地域には多くの入植地が形成され、主に耕作地に利用されている。あらゆる種類の穀物や畑野菜の栽培は、良い収穫をもたらした。果樹園も散発的に存在している。特別な作物としては、市北部地域のアスパラガスやイチゴが挙げられる。牧草地は山林の近くや小さな川辺の草地に散発的に設けられているに過ぎない。総じて北部地域、特にトルフモーアにつながる北東部は、痩せて湿った土地からなる緑地の割合を増し続けている。工業地域の東は草地や牧草地がほぼ全面を占めている。せいぜい所々に集中的な肥料輸送によってできたGrünmaisが控えめに伸びているだけである。トルフモーア自然保護区内は、環境上の理由から、特にヒツジを中心とする放牧だけが行われている。

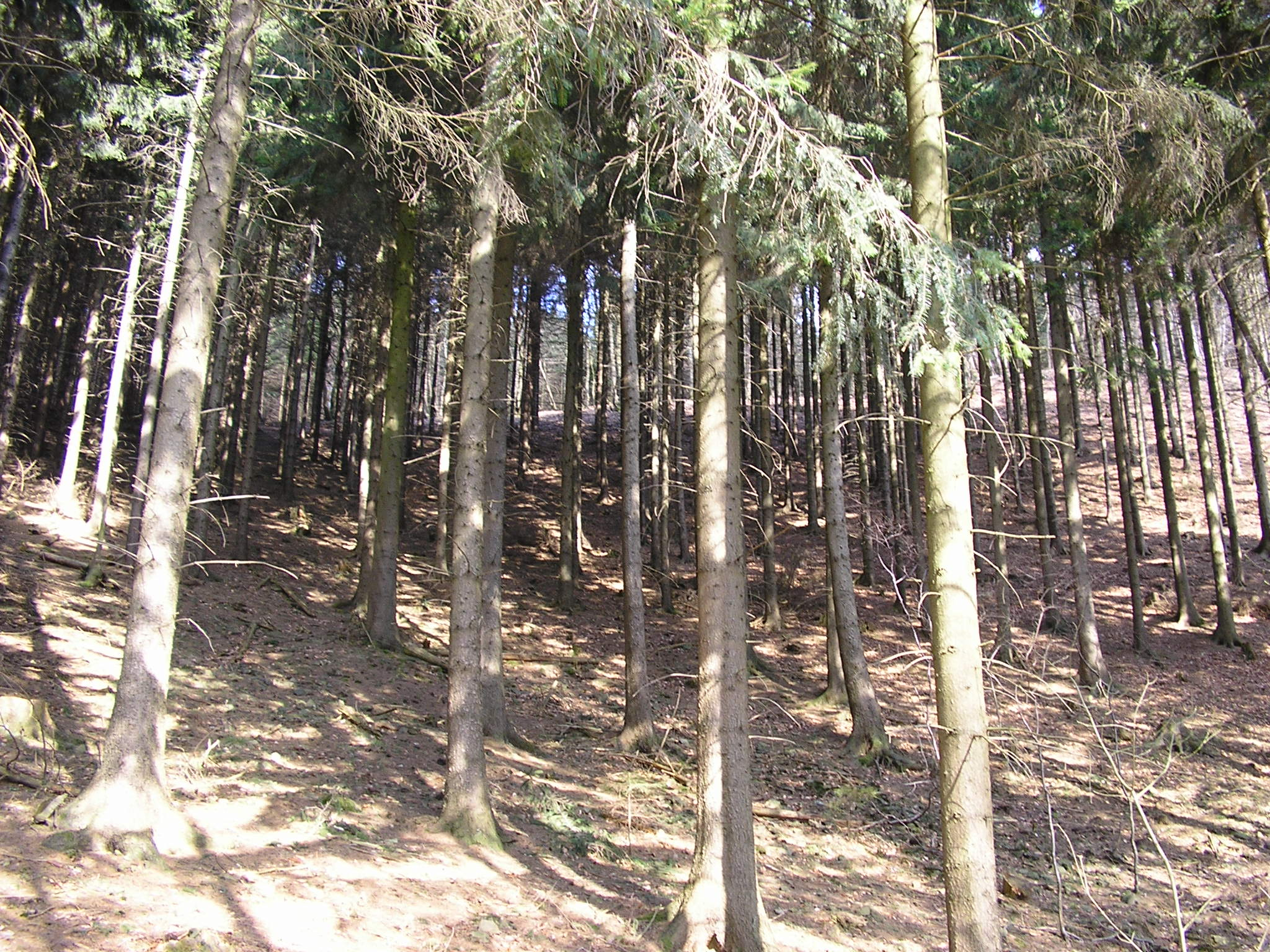
ヴィーエン山地を覆う森。写真はヴルツェルブリンクの西斜面の様子

ヴィーエン山地は大部分が森で覆われている。リュベッケ市内のまとまった森林は、その大部分が 100 - 135 m 付近から始まり山頂までを覆っているヴィーエン山地の山林である。この山林の大部分はトウヒの森であるが、ケルンシュタットの南付近の多くはブナを中心とした混合林である。低地の地域では、市域の外には大きな森があるのだが、市内は大変に小さな林があるだけで、総面積は約 1 km2 程度である。たとえば、ヨットハーバー付近の小さな森林シュトックハウザー・ブッシュやグローセス・トルフモーアのシラカバの森がこれにあたる。市北西部、アルスヴェーデ区とプロイシシュ・オルデンドルフとの市境沿いの砂地には広さ約 44 ha のホルヴィンケラー・ホルツがある。この湿地の一部は隣接するシラカバの木立にまで広がっている。
「その他」の土地の比率が比較的高いのは、グローセス・トルフモーアによるものである。湿地や荒れ地が市域の約 3.3 % を占めている。

### 隣接する市町村
リュベッケはミンデン＝リュベッケ郡の市町村に完全に囲まれている。北はミッテルラント運河の対岸にエスペルカンプが位置している。市境の長さは 10 km である。東にはヒレがある。市の南側、ヴィーエン山地の反対側にはヒュルホルストがある。この山地の尾根は約 10.5 km にわたってリュベッケ市の南の市境をなしている。西はプロイシシュ・オルデンドルフと境を接する。ここにはホルヴィンケラー・ホルツがあり、約 1 km の距離をグローセ・アウエ川が自然の境界となっている。

### 市の構成
リュベッケ市の基本条例によれば、リュベッケ市は以下の Ortschaft（区）からなる。各市区の人口は2007年12月31日時点のものである。
| 区                 | 区          | 人口 （人） | 地図 |
| ------------------ | ----------- | ----------- | ---- |
| アルスヴェーデ     | Alswede     | 1,068       |      |
| ブラスハイム       | Blasheim    | 1,491       |      |
| アイルハウゼン     | Eilhausen   | 773         |      |
| ゲーレンベック     | Gehlenbeck  | 3,279       |      |
| ネッテルシュテット | Nettelstedt | 2,725       |      |
| オーバーメーネン   | Obermehnen  | 1,377       |      |
| シュトックハウゼン | Stockhausen | 779         |      |

基本条例に、ケルンシュタット（Kernstadt、中核市部）は定義されていない。この地域は Ortschaft（区）ではないとされる。この地域の同時点での人口は 15,682人で、リュベッケ市の人口の約 58 % がここに住んでいる。各区は市議会にそれぞれ1名の代表者を選出する。各区と中核市部を併せて、通常、Stadtteile（市区）と呼ぶ。ただし、「市区」という呼び名は、基本条例上は誤りであるばかりでなく、孤立した田舎の集落を呼ぶには不適切な呼称である。ただし、ゲーレンベック区とアイルハウゼン区は切れ目なく中核市部につながっており、鄙びた性格を喪失してリュベッケの住宅地を形成している。ほとんどの区と中核市部は、その首邑部の他に、多かれ少なかれヴィーエン山地やミッテルラント運河沿いの定住者の乏しい地区を含んでいる。アルスヴェーデ区とシュトックハウゼン区は、その集落自身に接して区境がひかれている。

1961年から1990年までの月間降水量の分布

### 気候
リュベッケの気候は、中央ヨーロッパの海洋性気候と大陸性気候との変わり目に位置することや北ドイツ低地に位置することによって支配されている。この地域は主に海洋性気候なのだが、ときおり大陸性気候の影響を受けている。冬は大西洋の影響により比較的穏やかで、夏はほどほどに暑く、降水は比較的平均している。降水をもたらすのは主に西から南西の風である。ヴィーエン山地やトイトブルクの森の風下側に当たることで、降水量はオストヴェストファーレン地方の中低山地部に比べて少なく、山地の高所部分だけがやや多い。年間降水量は北部地域で 680 mm、山地部で約 800 mm である。
年間平均気温は 8.9℃、最も暖かい月は 7月で 16.9℃、最も寒い月は 1月で 0.8℃である。山地部では 100 m 高度が上がるごとに約 0.5℃ から 1.0℃ 気温が低下する。日中の気温が 0℃ を下回る日は、平均 37日（11月から 3月の間）である。年間総日照時間は 1,435時間である。年間の変動は最長の 6月が 200時間、最短の 12月が 32時間である。

## 歴史
リュベッケは、775年の fränkischer Reichsannalen に hlidbek という名で初めて記録されている。この頃、ザクセンはフランク王国の兵に征服された。リュベッケは、ザクセンの hlidbeki-Gau の首邑となった。この頃、hlidbeki にはすでに教会が建てられており、カール大帝の時代から、この地に住んでいたヴィドゥキント公配下のザクセン人アングリヴァーリア族のキリスト教化活動を行っていた。リュベッケはミンデン司教区の萌芽としての初期キリスト教活動の中心地であり、この地域を本拠としていた貴族やリュベッケの騎士がミンデン司教の行政団を形成していった。早くも1279年にリュベッケは、ミンデン司教フォルキン・フォン・シュヴァーレンベルクによって都市権を授けられている。この地域はライネベルクのランデスブルク城砦（現在はヒュルホルストに属す）が統治を管轄していた。この城の城主には主にリュベッケの騎士が任命された。この城にはリュベッケのブルクマンホーフ（城詰め官僚のための農場）がレーエンとして付属していた。1806年には、現在の市内にあたる市域に12のブルクマンホーフがあった。この他に、城の官僚は市議会で多数を占めた。市議会については1460年に市庁舎で会議が開催されたという最初の記録が遺されている。
1295年からリュベッケに司教座教会参事会が設けられた。この参事会は1274年に初めはアールデン・アン・デア・アラーで結成され、1280年にノイシュタット・アム・リューベンベルゲに、さらに1295年にリュベッケの聖アンドレアス教会に移転した。参事会は、1810年に解散するまでこの地に留まった。この参事会は市内に4つの大農場を経営していた。1549年に司教フランツ・フォン・ヴァルデックの下で司教区民会議が開催された。
1648年、現在の市域を含む世俗のミンデン侯領（世俗化以前はミンデン司教領と呼ばれた）は、ブランデンブルク＝プロイセン領となった。市庁舎が1705年に焼失し、1709年に新築された。プロイセンの行政当局は1765年に耕地整理を発令した。これにより市の収入の大きな部分を占めていた狩猟からの収入を放棄しなければならなくなくなるため、ミンデン市民は抵抗したが成功しなかった。市の防衛施設は、維持費用が高額であることや軍事的有用性が低いことから、1830年までに取り壊されて、建築資材として転用され、土塁は遊歩道に造り替えられた。
1807年に事実上フランスの衛星国であるヴェストファーレン王国が建国され、フランスの統治システムを採用するまで、プロイセン支配下においても、リュベッケでは城の官僚が重要な権力因子として存続していた。都市貴族が台頭することはほとんどなかった。しかし、商人ら生業を営む市民は、市議会に6つの議席を獲得し、市民階級の市長を選出して、貴族階級の市長との二頭体制を形成するまでに力を付けた。1727年にプロイセン行政府が公布した "Rathäusliche Reglement"（市町村役場運用規定）によって、こうした二頭体制は制度化されたが、市議会における市民階級の議席は2議席だけとされた。ヴェストファーレン王国では、リュベッケはヴェーザー県に属す郡庁所在都市となり、ミンデン地方管区に組み込まれた。この状態は、1811年にフランスの直接支配下に移された後も維持された（ただし、県名はDépartement de l’Ems-Supérieur）。1813年にリュベッケは再びプロイセン領となった。短期間だけヴェーザー＝ライン間市民政府に属した後、プロイセンのヴェストファーレン州に編入された。包括的な行政改革がなされ、ミンデン侯領が廃止された後、リュベッケは新たに創設されたミンデン県ラーデン郡の一部となった。1832年に、廃止されたビュンデ郡の一部を併せて拡大したラーデン郡はリュベッケ郡と改名され、リュベッケはその郡庁所在地となった。
ミンデン＝ラーフェンスベルク地方全域がそうであったように、工業化の端緒は繊維産業であった。その後ケルン - ミンデン鉄道や1899年に開通したその支線ビュンデ - ラーデン線により、工業化は促進された。ビュンデ地方とリュベッケを含むその周辺地域では1860年頃からタバコ産業が重要な経済因子に成長してきた。1863年にアウグスト・ブラーゼが設立したタバコ工場は、1938年には6,000人の従業員を擁するまでに大きくなっている。その後、従業員は数多くの分工場に振り分けられ、さらに前近代的繊維産業がそうであったように、しばしば内職で、裁断、葉巻、加圧といった作業を行うようになった。繊維産業とタバコ産業は現在までこの地で続けられているものの、その重要性は機械製造業やその他の工業分野の陰に隠れるようになっている。1907年、ミンデン鉄道の最後の区間であるリュベッケまでが開通した（ミンデン - ヒレ - アイクホルスト間は1903年に開通している）。1950年代には貨物輸送のために 1 m 幅の狭軌から標準軌への拡幅がなされた。しかしこの区間の営業は1974年に廃止され、ヒレ - リュベッケ間の軌道は撤去された。1912年ニーダーザクセン発電所と一般家庭が初めて送電線で結ばれた。これ以前の1899年にはすでに、現在の都市施設局の前身にあたるハーラーバウム・ガス工場が設立されていた。1934年からは中央給水施設が稼働した。
第二次世界大戦でリュベッケはほとんど無傷であった。1945年4月3日、大規模な抵抗なくイギリス軍がこの街を占領した。バート・エーンハウゼン近郊にイギリス軍の司令部が置かれ、リュベッケにもイギリスの統治機関や軍司令部機関が設営された。リュベッケの432軒の家屋のうち251軒が連合軍のために徴発され、閉鎖された。市のインフラストラクチャーを管理する建物のほぼすべてがイギリスの管理下に置かれ、市中心部のほぼ全域が治外法権地区となった。カイザー通りの税務署がイギリスの行政地区本部に選ばれた。この建物はドイツ連邦樹立後もイギリス軍司令部が使用し、最後は第2機甲師団司令部となった後、1983年に明け渡された。
戦後初となる市議会議員の自由選挙は1948年10月17日に行われた。
ビーレフェルト法に基づく市町村再編で1973年にミンデン郡とリュベッケ郡が合併してミンデン＝リュベッケ郡が創設され郡行政機能はすべてミンデンに移された。これと同時にリュベッケはブラスハイム、ゲーレンベック、アイハウゼン、ネッテルシュテット、アルスヴェーデを合併して拡大した。

### 人口推移

1885年から2007年までのリュベッケ市の人口推移

| 年                 | 人口（人） |
| ------------------ | ---------- |
| 1885 （12月1日） ¹ | 2,871      |
| 1900 （12月1日） ¹ | 3,636      |
| 1910 （12月1日） ¹ | 4,296      |
| 1925 （6月16日） ¹ | 4,434      |
| 1939 （5月17日） ¹ | 6,073      |
| 1950 （9月13日） ¹ | 8,549      |
| 1961 （6月6日） ¹  | 10,498     |

| 年                 | 人口（人） |
| ------------------ | ---------- |
| 1970 （5月27日） ¹ | 11,290     |
| 1975 （12月31日）  | 21,098     |
| 1980 （12月31日）  | 21,468     |
| 1985 （12月31日）  | 22,081     |
| 1987 （5月25日） ¹ | 22,191     |
| 1990 （12月31日）  | 23,695     |
| 1995 （12月31日）  | 25,301     |

| 年                | 人口（人） |
| ----------------- | ---------- |
| 2000 （12月31日） | 25,908     |
| 2001 （12月31日） | 25,937     |
| 2002 （12月31日） | 26,342     |
| 2003 （12月31日） | 26,318     |
| 2004 （12月31日） | 26,263     |
| 2005 （12月31日） | 26,261     |
| 2007 （12月31日） | 26,044     |

¹ 国勢調査（各時点での市域内人口である）

### 市町村合併
1973年1月1日に発効した市町村再編・地域創出以前には、現在のリュベッケ市の各区は、アムト・ゲーレンベックに属す町村（ネッテルシュテット、アイハウゼン、ゲーレンベック）やその周辺農村集落（オーバーメーネン、ブラスハイム、シュトックハウゼン、アルスヴェーデ）であった。オーバーメーネン、ブラスハイム、シュトックハウゼンの集落はブラスハイム町（アムト・プロイシシュ・オルデンドルフ）に属した。アルスヴェーデはアルスヴェーデ町（アムト・アルスヴェーデ）を形成していた。これらの町村のうちミッテル運河より南側の地域がリュベッケ市に編入された。1973年１月1日に廃止された町村のうちゲーレンベックとアルスヴェーデおよびアムト・ゲーレンベック、アムト・アルスヴェーデは運河の北にも広く延びていた。リュベッケ・ケルンシュタットの運河の北側地区も、運河を北の市境とする「新生」リュベッケ市を建設するために分離された。この分離された地区からゲストリンゲンが形成され、エスペルカンプに編入された。反対に、リュベッケ南部にはかつてアールゼン＝ライネベルク（アムト・ヒュルホルスト）に属したヴィーエン山地の一部が含まれる。この地域は主にライネベルクとハイトブリンクの北斜面からなる。

### 宗教

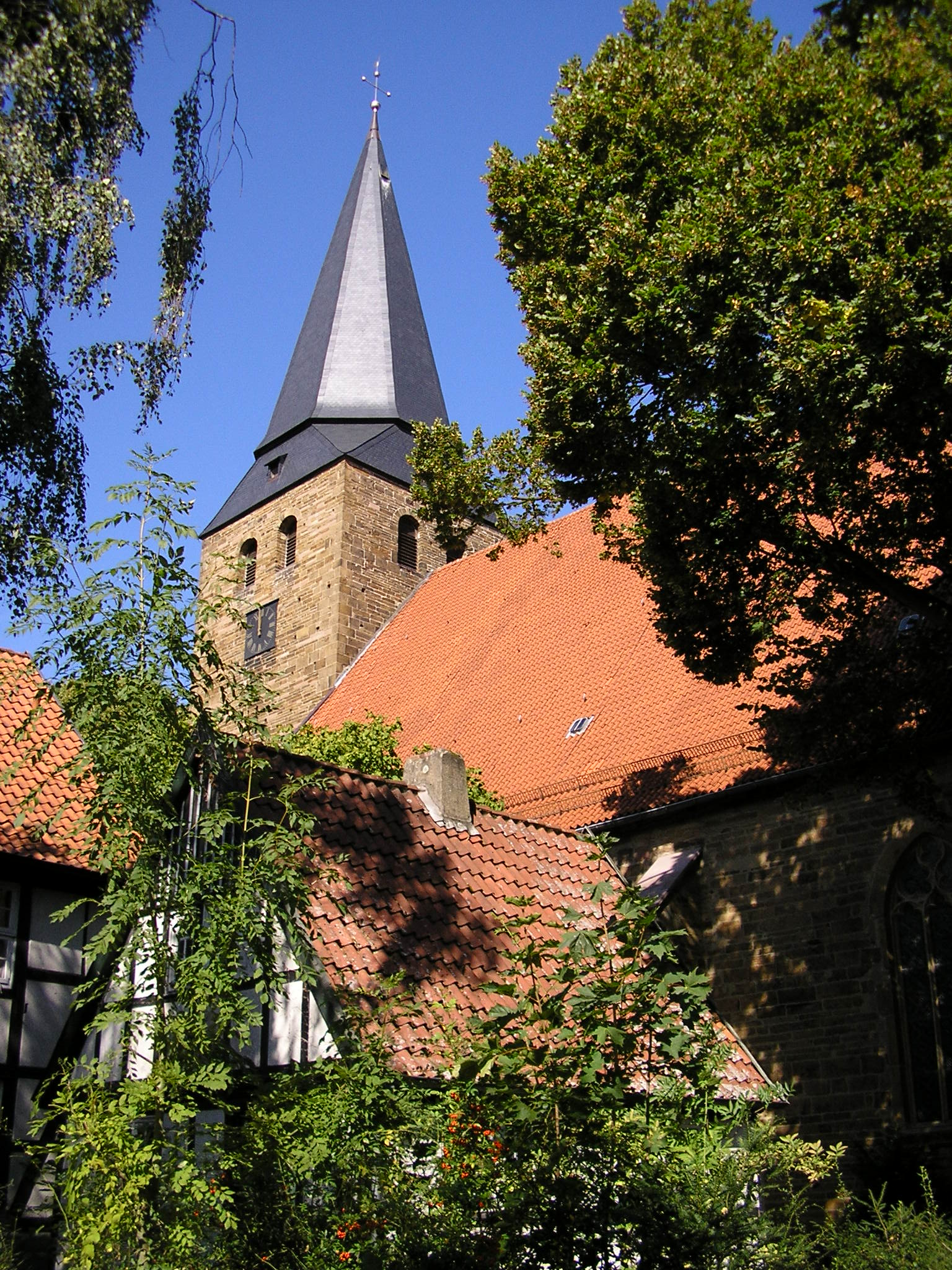
リュベッケの聖アンドレアス教会

ミンデン司教領がプロテスタントの教義を受け容れ、遅くとも1648年に世俗化された後、プロテスタントのプロイセン配下のミンデン侯領に属していた街として、その住民はほとんどがプロテスタント、ルター派の信者である。プロテスタントの教会組織としては、アルスヴェーデ、ブラスハイム、ゲーレンベック、ネッテルシュテットの各ルター派組織、シュトックハウゼンのペテロ独立福音ルター派教会、リュベッケ福音派自由教会がある。唯一のカトリック教会組織はリュベッケ・カトリック教会である。この他、キリスト教系・非キリスト教系の小規模な宗教団体がいくつかある
この街の宗教分布を示す間接的な数値として市内の学生に対する宗教調査結果がある。これによれば、約72%がプロテスタント、6.8%がカトリック、4.4%がイスラム教の信者であった。7.4%がその他の宗教を信仰しており、9.2%が無宗教であった。

## 行政

### 首長
市長はフランク・ハーバーボッシュ (SPD) である。彼は2015年9月13日の選挙で 59.0 % の票を獲得して市長に選出された。

### 市議会
リュベッケの市議会は 38議席からなる。

### 紋章

リュベッケの旗

この町の紋章は銀（白）地に2本の胸壁付きの塔と開いた戸を持つ赤い楼門が描かれている。開口部は青色で、その中に斜め十字に組み合わされた2本の銀（白）の鍵。鍵の歯は互いに外側を向いている。2本の塔の間には金（黄）の6つの突起を持つ星形。
この街は、紋章と旗および印章の使用権を1974年10月7日に行政管区長官によって認可された。旗は赤地と白地に上下に染め分けられた上に紋章が描かれたものである。紋章の概略は印章のそれと同じである。
6つの突起がある星形はこの地方の紋章にしばしば見られるデザインで、たとえばプロイシシュ・オルデンドルフ市の紋章に用いられている。この意匠は貴族のシュヴァーレンベルク家と密接に関係している。リュベッケの紋章にこの意匠が用いられているのは、1279年にこの街に都市権を授けたミンデン司教がフォルクヴィン5世フォン・シュヴァーレンベルクであったことに由来する。ミンデン司教の象徴である鍵が門の中に描かれているのもこのためである。十字に組み合わされた鍵は聖ペテロの鍵を象徴している。これは旧ミンデン司教領（後のミンデン侯領）の多くの地域で紋章の一部に用いられている。
紋章の最も古いデザインでは、門の下の鍵の替わりに高座に座る司教が描かれていた。その後、14世紀のデザインは単に鍵と星だけになった。初め星は別の盾型内に描かれていた。16世紀になると紋章は銀（白）と赤に塗られ、星のための別の盾型が描かれるというものになった。現在の紋章でも採用している銀と赤の配色はミンデン司教を象徴するものである。市町村再編後、リュベッケ市の紋章は現在の形になった。

### 姉妹都市
- バイユー（フランス、カルヴァドス県）1968年
- ドーチェスター（イギリス、ドーセット）1973年
- ティサケーチケ（ハンガリー、バーチ・キシュクン県）1989年
- バート・リーベンヴェルダ（ドイツ、ブランデンブルク州）1990年

### 保護協力関係
この街は1960年からシュトリーガウ（現在はポーランド領のストシェゴムという名である）市および地方郷土連盟への保護協力を引き受けている。リュベッケ市博物館の郷土質には戦後シュトリーガウの街を離れた元住民達の故郷をしのぶ品々が保存されている。1986年からブルクマンスホーフの壁にシュトリーガウのカトリック教会の鐘が下げられた。リュベッケで2年ごとに旧シュトリーガウ住民との郷土連盟会議が開催されている。古いシュトリーガウの鐘はその開幕を付ける鐘として用いられている。

## 文化と見所

### 演劇
1923年に設立されたネッテルシュテット野外ビューネは約900席のアマチュア劇団用の舞台である。カーレ・ヴェルト野外ビューネは市境に接して建つがヒュルホルストに属す劇場である。演劇上演の際には650人の観客を収容する市立ホールでは定期的に演劇や、客演のアンサンブルによるコンサートが開催されている。

### 音楽
たとえば、ポザウネンコール・ネッテルシュテットをはじめとする数多くのブラス・アンサンブルは、19世紀後期の敬虔主義運動に由来するもので、それが今日まで存続しているのである。リュベッケには音楽学校と、ジャズクラブ・リュベッケがある。聖アンドレアス教会には同名の教会合唱団がある。ゲーレンベックでは1922年に"大衆合唱団"が結成された。このアイデアは、当時数多くあったタバコ工場の労働者達によって生み出された。そこでは仕事の際に歌が歌われており、その楽しみをサークル活動にしたのである。

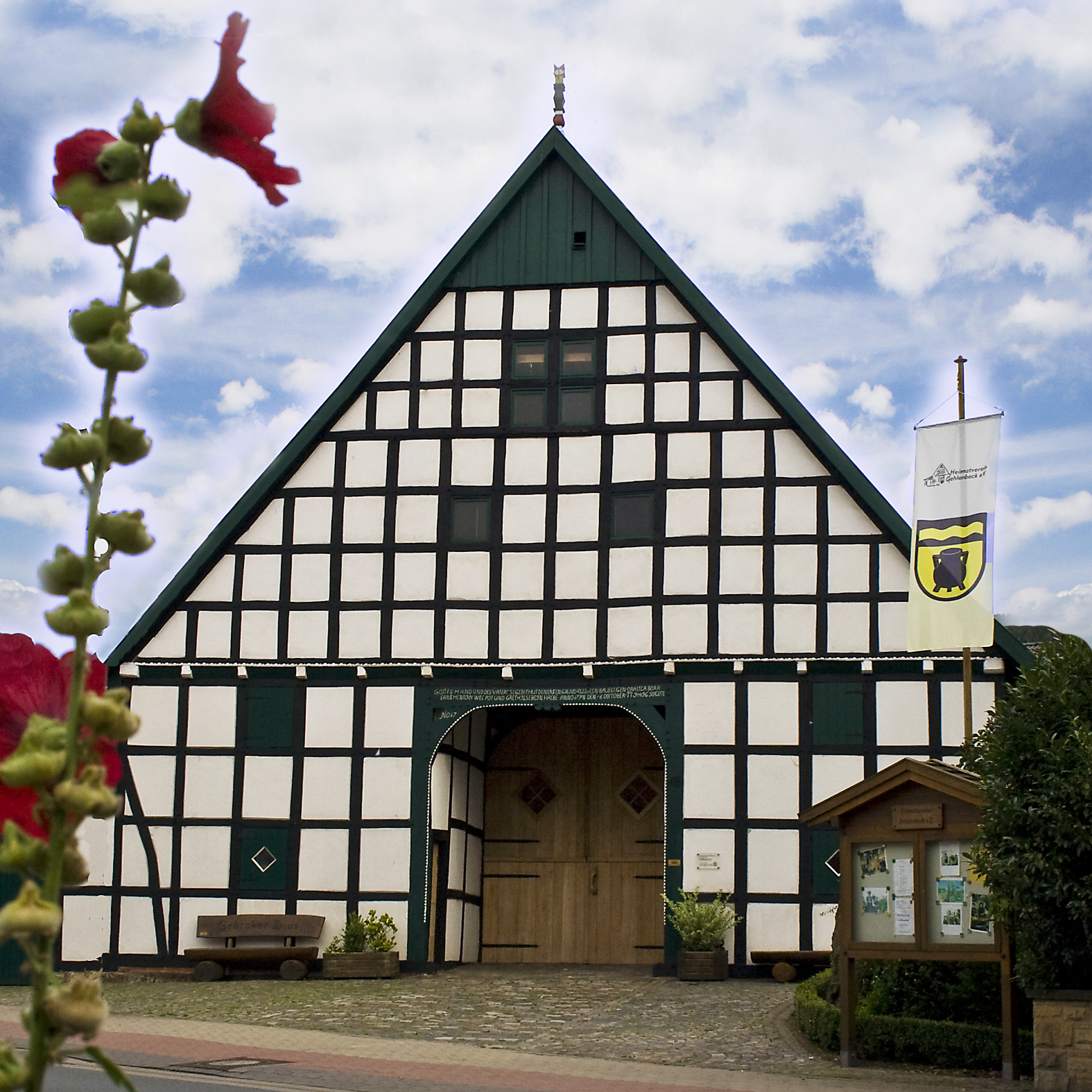
Gehrmker Hius

### 博物館
- バレス・ブラウヴェルト・ビール醸造博物館: この博物館は、かつての地ビール醸造所の倉庫を利用してビール醸造の歴史全般について展示している。
- リュベッケ市立博物館: 旧市庁舎を利用して、大量の衣装コレクション、タバコ製造者の部屋、靴職人の仕事場や、市の歴史に関する展示がなされている。展示品は16世紀から19世紀までのコイン、武具、銀の装飾品を含む。最も古い発掘品は、青銅器時代のものである。
- ゲーレンベックの Gehrmker Hius では昔の村の生活をうかがうことができる。

### 建造物

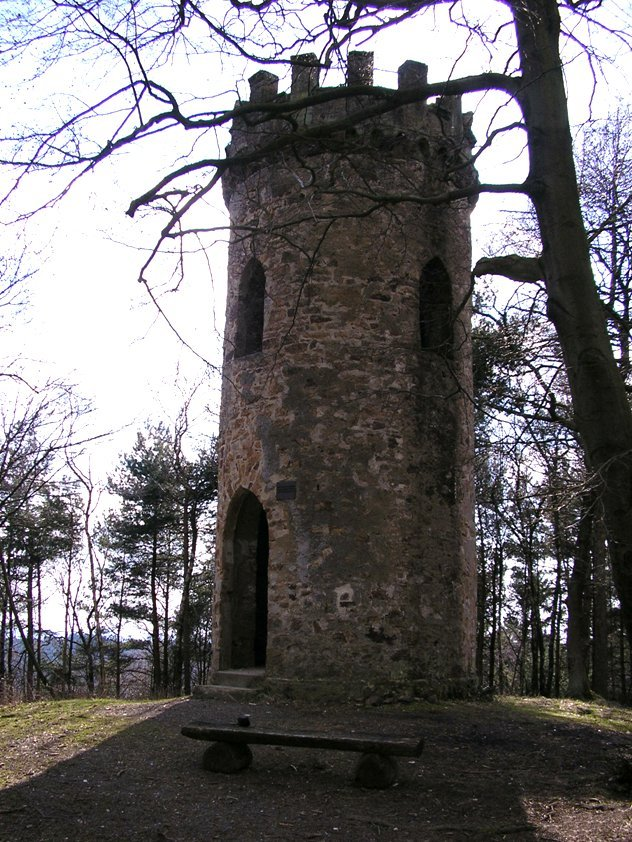
ヴルツェルブリンクの見張り塔

#### ケルンシュタット
- プロテスタントの聖アンドレアス教区教会: この教会は1160年から1180年にロマネスク様式で建設され、1350年にゴシック様式のホール式教会に改築された。
- ライネベルク城趾: この城趾はリュベッケ市民にとって身近な山であるライネベルクにある。この城砦は1221年に初めて記録され、1723年に広範囲に取り壊された。現在は土塁と堀の跡が遺るだけである。
- 旧市庁舎（文化メディアセンター）: 1460年に初めて文献上に記録された市庁舎は1709年の大火で焼失し、その後に新たに建設された。この建物は切妻 2階建ての化粧漆喰が施された石造建築である。1861年にネオゴシック様式の階段破風を取り付けるなどの改築が行われた。1階に切妻型の尖塔アーチのアーケードを持つ防火塔を含む東部の増築部分は1936年に設けられたものである。
- 古民家: リュベッケは第二次世界大戦による破壊を免れたにもかかわらず、旧市街はまとまりのある景観を有していない。20世紀の中頃までは主に18世紀から19世紀に建てられた簡素な木組み建築が通り沿いに並んでいた。そのうちの何件かは脇に張り出し部を有していた。1960年代末から行われた都市再開発により、歴史的建造物が何棟も解体された。特にマルクト広場でそれは顕著であり、1966年に建てられた住宅兼オフィスビルによって、たとえばトリッベン館などが犠牲となった。1975年にはブリュッテン通り 6番にあったこの町で最も美しい建築の一つが取り壊された。現存する古い住宅の中ではオスタートーアホーフ 7番の工場主ヘヒト家が傑出している。この中央部にリザリートを持つ古典主義様式の化粧漆喰の建物は、おそらく19世紀半ばに建設されたものである。1950年代に撤去された野外階段は1990年代に復元された。ニーダートーア通り沿いには、いわゆる旧薬局がある。この2階建てのマンサード屋根を持つ木組み建築は、1820年に建設された。この他に、木組み建築はランゲン通り沿いやアンドレアス教会周辺にいくつか遺されている。たとえば、プファル通り 3番のクーリア・デス・シュティフツカーンスなどである。また、ヴィルヘルム広場沿いには、19世紀に建てられた、やや高い平屋建てのプファルヴィトヴェンハウスがある。
- アム・マルクト 19番のブルクマンスホーフ（郷土博物館）: 野外階段のある化粧漆喰2階建ての石造建築には1735年と記されているが、その中核部はそれよりも古い。領主館の他に防壁の一部や門、および1985年に改修された納屋がある。
- ゲリヒツ通り 5番のグラーペンドルフス館（市民交流館）: かつては多くの建物からなる農場施設であったが、現在では領主館のみが遺されている。領主館の中心部分は16世紀に建造されたものである。18世紀に大規模な増改築がなされた。現在の建物はマンサード屋根を戴いた7つの軸を持つ化粧漆喰の建物である。野外階段は交通技術上の理由により撤去された。北側にやはり7つの軸を持つ附属建築があり、1845年から46年に戦争捕虜収容所に利用された。1988年、区裁判所の移転後に市の所有となり、1993年に市民交流館として開館した。この旧区裁判所は多くのサークル、グループに利用されている。
- ビール醸造所バレ: 最も古い建物は1842年の創業直後に建てられたものである。傑出しているのはゴシック様式の塔がある装飾豊かな仕込み部屋である。
- 市内で2番目に高い山であるヴルツェルブリンク（海抜 319 m）の上にある高さ 19 m の見張り塔。
- ビールの泉: 1954年にエルンスト＝ルートヴィヒ・バレによって造られたこの泉はブルクマンスホーフの近くにあり、年に1度のビールの泉祭にはビールが捧げられる。

#### 各区の建築

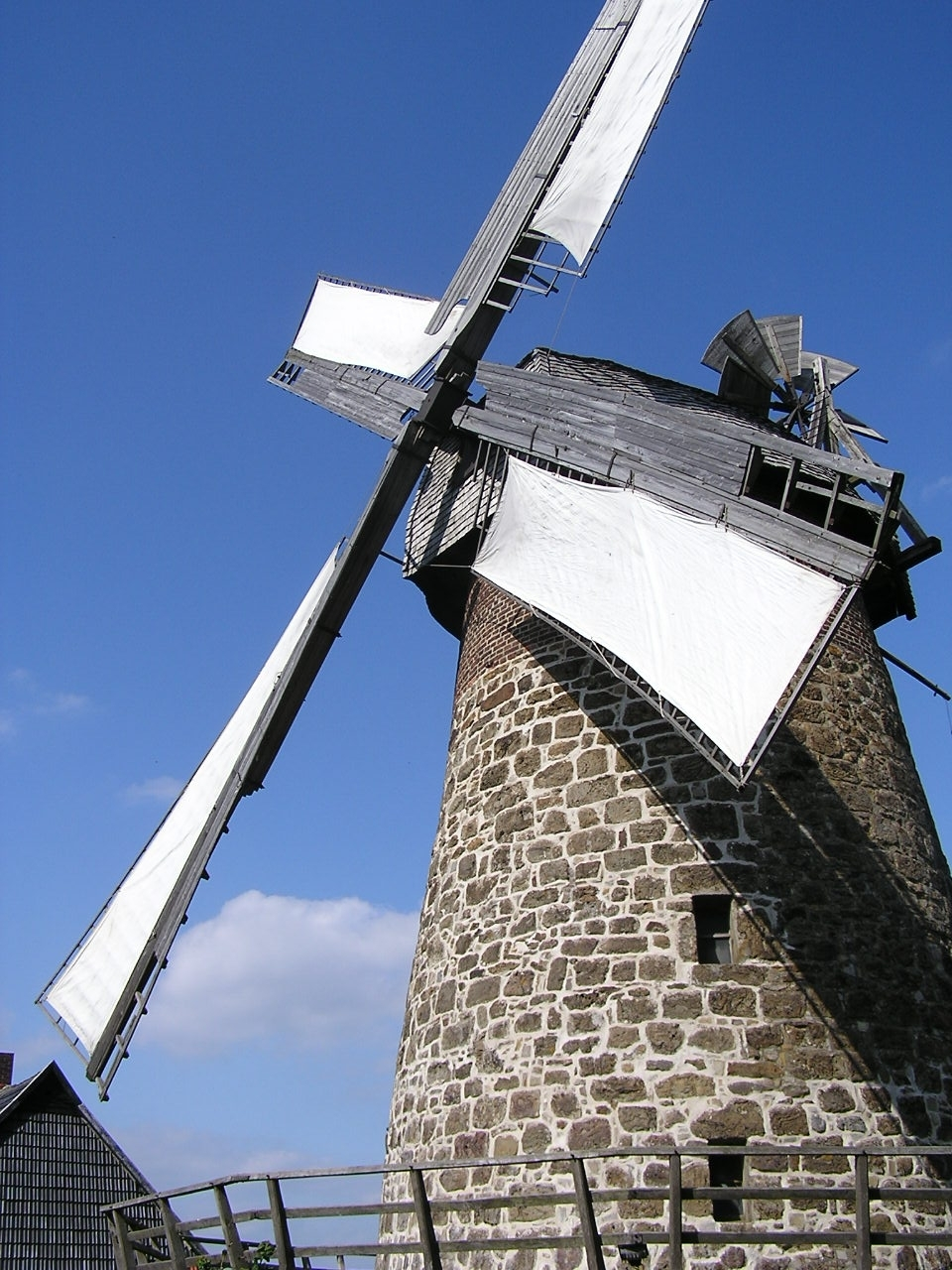
アイルハウゼン・ケーニヒスミューレ

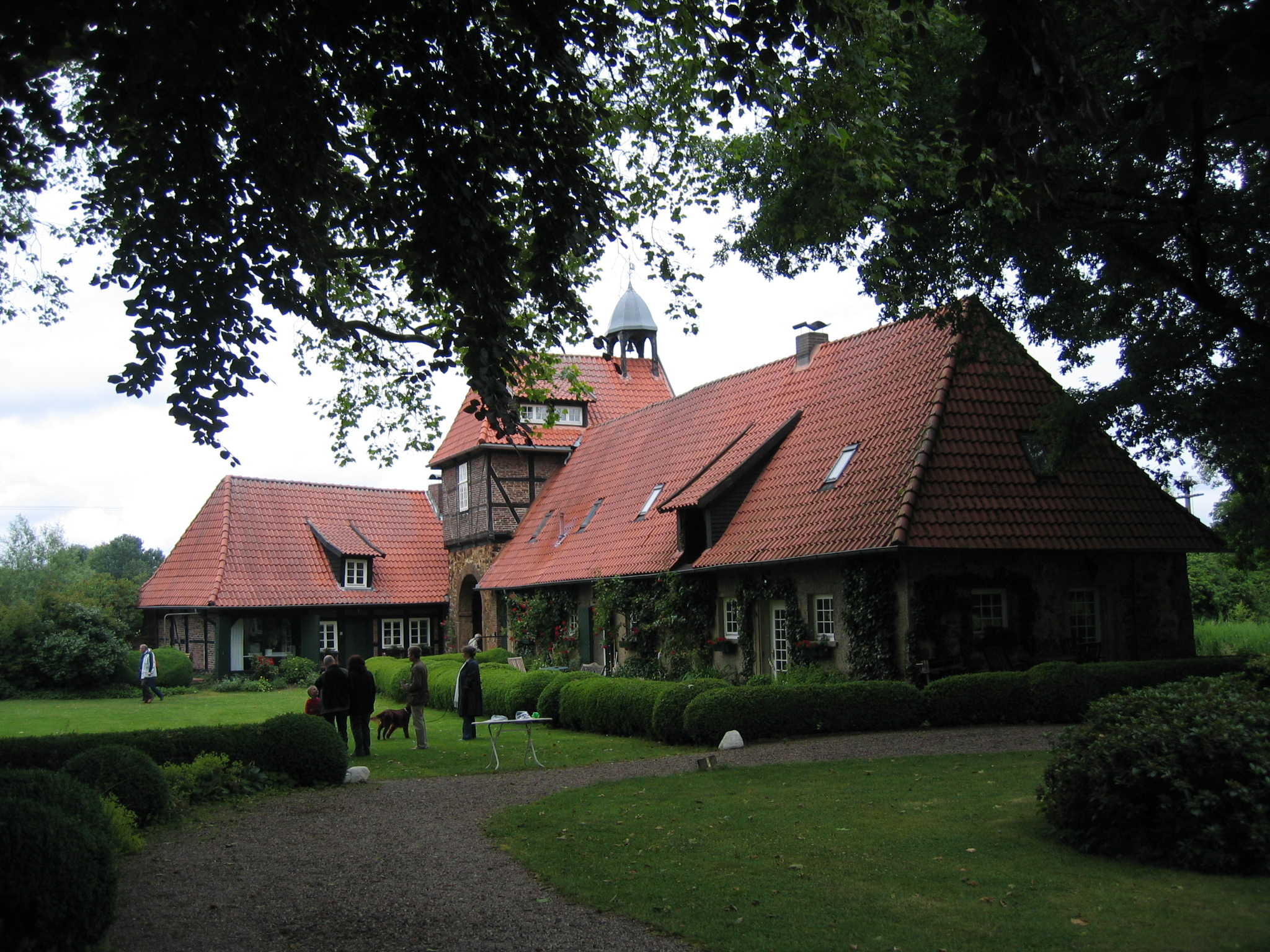
シュトックハウゼン館

- ゲーレンベックの聖ニコラウス教会は1495年に建設された。その教会塔はかなり古く、おそらく1100年から1150年に建設されたものである。先代の建物は、出土品が示すとおり、10世紀にはすでにあったと考えられている。文献上、この教会は1156年に初めて記録されている。
- アルスヴェーデの聖アンドレアス教会: かつてリュベッケの高台にあって廃城となったメーゼンブルク城砦の資材を主に使って建てられた。
- Gehrmker Hius : 現在の建物は1798年に建てられた木組み建築家屋である。
- アイルハウゼン・ケーニヒスミューレ: アイルハウゼンのこのギャラリー付きオランダ風車は1748年に建造された。砂岩で壁を造った円形の風車塔である。この風車はヴェストファーレン風車街道の経由地となっている。
- アイルハウゼン水車: この木組みの破風を持つ荒石造りの建物は1698年に建設されたと考えられる。この上位射水方式水車の車輪は直径 2.6 m ある。リュベッケでは19世紀にこのような水車が多く造られた。この水車はヴェストファーレン風車街道（原語の Mühle は風車だけではなく、水車や家畜車をも含む概念であるが、ここではこの地方に特徴的な風車を強調してこの訳語を用いる）の経由地となっている。
- シュトックハウゼン館: この屋敷はシュトックハウゼンの水城である。その起源は遅くとも14世紀まで遡ることができる。
- シュトックハウゼン: シュトックハウゼンはこの地方に典型的な木組み建築と、それに付随する草刈り人足の家からなる農場施設が特徴である。その文化財保護地区内には19の保護対象建造物がある。オークの木、果樹園、農園が鄙びた印象を与える。「Unser Dorf soll schöner werden（我らの村が美しい）」コンテストで、シュトックハウゼンは1975年にいくつもの分野で金賞を受賞した。1997年にはオストヴェストファーレン＝リッペ地方の4つの文化的モデル村の1つに選出された。
- レンクハウゼン館: 1278年に初めて文献に記録されている古い水城の壁際にネオロマネスク様式に分類される建物が領主館として築かれている。
- オーベルンフェルデ館: このかつての騎士領とその主館は、1540年の文献中で初めて言及されている。
- アイケル館: かつてエヒオルテと呼ばれていたこの屋敷はブラスハイム近郊にある。アイルヴァルト・フォン・エヒオルテの騎士領に関する記録から、この屋敷は1183年以前にすでに存在していたことが判っている。かつてはグロース・アイケル・ホーフとクライン・アイケル・ホーフとに分かれていた。この二つの地所は18世紀の初めに統合された。
- バビロニー: このラ・テーヌ時代の土塁跡はオーバーメーネン近郊ヴィーエン山地の山中にあり、避難城塞であったと考えられている。
- メーゼンボルク: メーゼンコプフにあるこの防衛施設は、その跡だけが遺されている。おそらく12世紀に造営されたものと考えられている。

- ゲーレンベックの聖ニコラウス教会
- アルスヴェーデの聖アンドレアス教会
- アイルハウゼン水車
- レンクハウゼン館
- オーベルンフェルデ館

### 公園

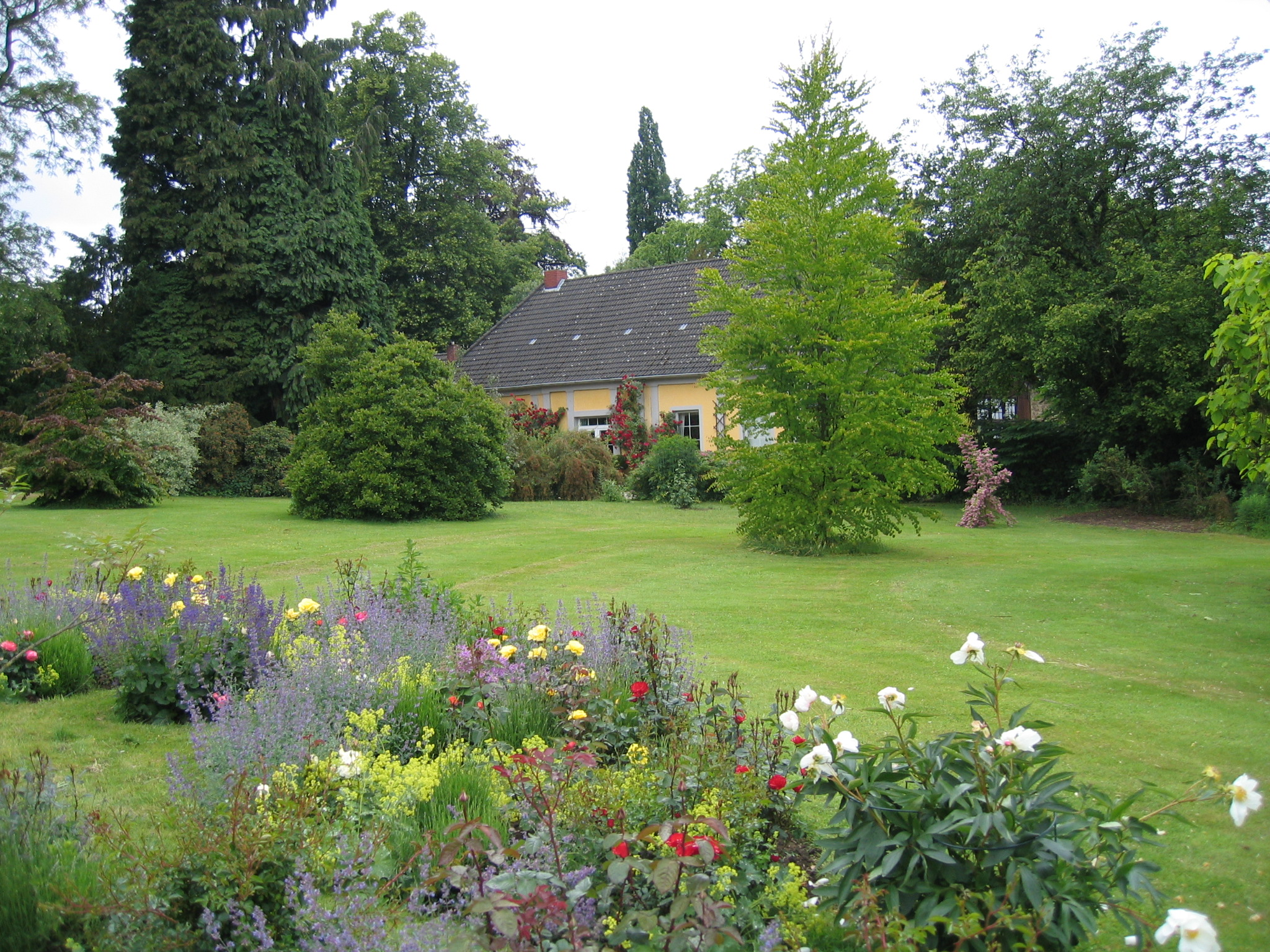
オーベルンフェルデ館庭園

この街は湿地と森との間にある小都市で、古典的な意味での「公園」を整備する必要がない。リュベッケ市中心部から10-15分移動すればヴィーエン山地や TERRA.vita. 自然公園に行くことができる。ガレンカンプは市の中心部に隣接する高台の上の公園風緑地で、市民がよく訪れる。ここからはリュベッケ地方の見事な眺望が得られる。冬になるとガレンカンプで若者達がソリ遊びに興じている。シュッツェン通り方面にも細長い公園がある。さらに大きな近郊緑地が墓地とヴィッテキント・ギムナジウムとの間に広がっている。
ケルンシュタットの外では、特に館や城の周りに庭園が設けられている。以下の庭園があるが、いずれも公共に公開されている「公園」ではない。
- シュトックハウゼン館庭園: かつてのバロック庭園は、わずかにしか遺されていない。館からレッケ家の墓所まで南北に200年前のマロニエの並木道が延びており、この庭園の構成要素の一つとなっている。
- レンクハウゼン館庭園: この庭園には1900年頃の古い風景公園がある。中心となるのは開放的な芝生部分で、古い木立が点在している。隣接する丘やグロッテもこの庭園に含まれる。館から東方向へ約100年前のボダイジュの並木道が延びている。
- オーベルンフェルデ館庭園: この庭園は、1829年頃に建設されたオランジュリ（現在は居館となっている）とともにその周辺に造営された。このオランジュリは贅沢な遊歩道や並木道を持つ歴史的風景庭園の中心となっている。元々の庭園はオランジュリの南側にわずかな痕跡が遺されている。

### 自然

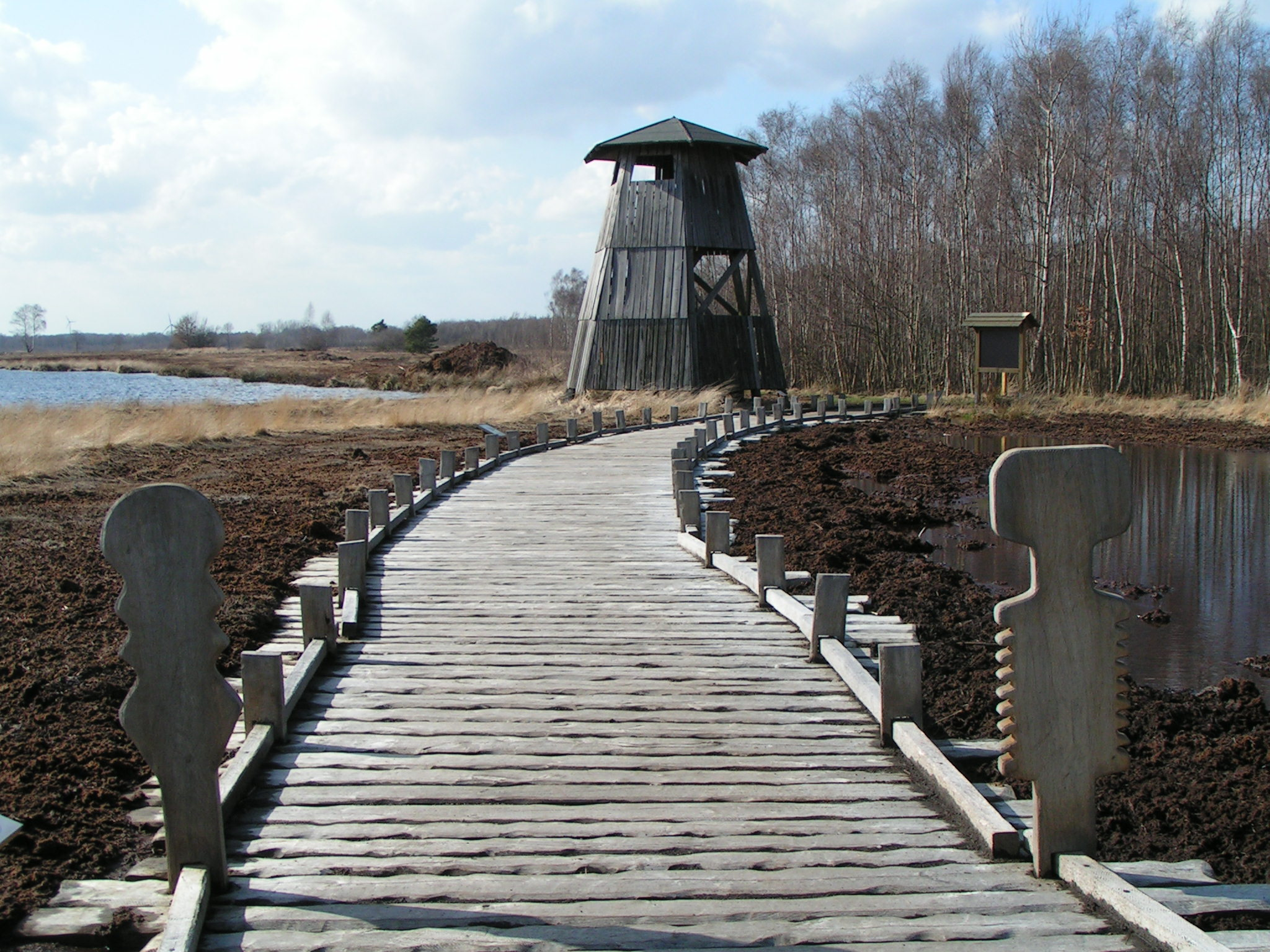
グローセス・トルフモーアに設けられているボードウォーク

リュベッケ市内のヴィーエン山地に自然公園 TERRA.vita（旧トイトブルクの森北部＝ヴィーエン山地自然公園）の一部がある。市内の6つの自然保護地区を列記する。
- バスタウヴィーゼン: バスタウ川沿いの 1844 ha の保護湿地である。その大部分はヒレとミンデンに含まれる。
- フィンケンブルク: ブラスハイム区にある 13 ha の地域。
- ゲーレンベッカー・マシュ: 広さ 45 ha の湿地。
- グローセス・トルフモーア: ヴェストファーレン最大の高層湿地。広さ 467 ha のこの自然保護区の一部はヒレにもかかる。
- ラウエ・ホルスト＝シェーファーヴィーゼン: 広さ 198 ha の湿地
- ゾンネンヴィンケル: 4.3 ha の広葉樹林

自然保護地域に指定された地域面積はリュベッケ全体の10%を超えており、州平均 (7.3 %) や連邦平均 (2 %)を大きく上回っている。この高い数値は、自然に密着しているヴィーエン山地には上述のゾンネンヴィンケル以外に公式な自然保護地区がないことを考慮し、注目すべきであるといえる。
リュベッケ市内の自然豊かな森や湿地には、イノシシ、ノロ、アカギツネ、ヨーロッパアナグマといった大型動物が生息している。これらは特にヴィーエン山地に多いが、耕作地域にも生息している。湿地には、シュバシコウや毒を持ったヨーロッパクサリヘビがいる。ペータースハーゲンと並んでノルトライン＝ヴェストファーレン州では2箇所だけの野生のシュバシコウの抱卵地である。ケルンシュタットの南部にはコウモリの群生地があり、夏の夕暮れ時には郡内の庭先でコウモリを見かける。
リュベッケには、ゲーレンベック区とケルンシュタットに合わせて5箇所の樹木群や孤立樹が自然文化財に指定されている。

### スポーツ
- この街には、長年ハンドボール・ブンデスリーガでプレイする TuSネッテルシュテット＝リュベッケ（旧TuSネッテルシュテット）がある。このクラブは1年間2部リーグに降格していたが、2009/2010年シーズンに1部リーグに復帰した。このクラブの本拠地はクライススポルトハレ・リュベッケである。同じミンデン＝リュベッケ郡内にあり、ブンデスリーガ2部でプレイする GWDミンデンとはライバル関係にある。
- 「非公式なドイツU-16室内サッカー選手権大会」フリーウェイ・カップが毎年6月中旬にクライススポルトハレ・リュベッケで開催される。
- 最もハイクラスのサッカークラブは、TuSゲーレンベック、FCリュベッケ、HSCアルスヴェーデである。いずれのクラブチームもクライスリーガAでプレイしている。

### 年中行事
- ブラスハイマー・マルクト（9月の第1週末）はオストヴェストファーレン最大の民衆祭の一つである。
- ビールの泉祭（8月初め）には10万人が訪れる。バレ・ビール醸造所は、1954年からビールの泉から7時間ビールを吹き上げさせている。
- 市民射撃祭（7月末）は1492年に設立された市民射撃大隊が主催する。2年に1度射撃王が選出される。
- ソーセージ市（11月）は「巨大ソーセージ」に市長がナイフを入れる儀式で開幕する。街の肉屋はその商品を提供する。ゲンゼマルクトや歩行者専用区域では移動遊園地をはじめ、様々なアトラクションが行われる。

## 経済と社会資本

### 交通

#### 道路
リュベッケは、連邦道B65号線とB239号線との交差点に面している。どちらの連邦道も良く整備されている。この街はアウトバーン網に直接接続してはいない。アウトバーンA30号線（バート・エーンハウゼン - オスナブリュック）は市の約 15 km 南を通り、A2号線（ケルン - ベルリン）とは約 30 km 離れている。1970年代に市域の東部を通るアウトバーン「レーネ - ブレーメン」線の建設計画（A5号線延伸計画）があったが、実現せず、連邦交通計画にも組み込まれていない。

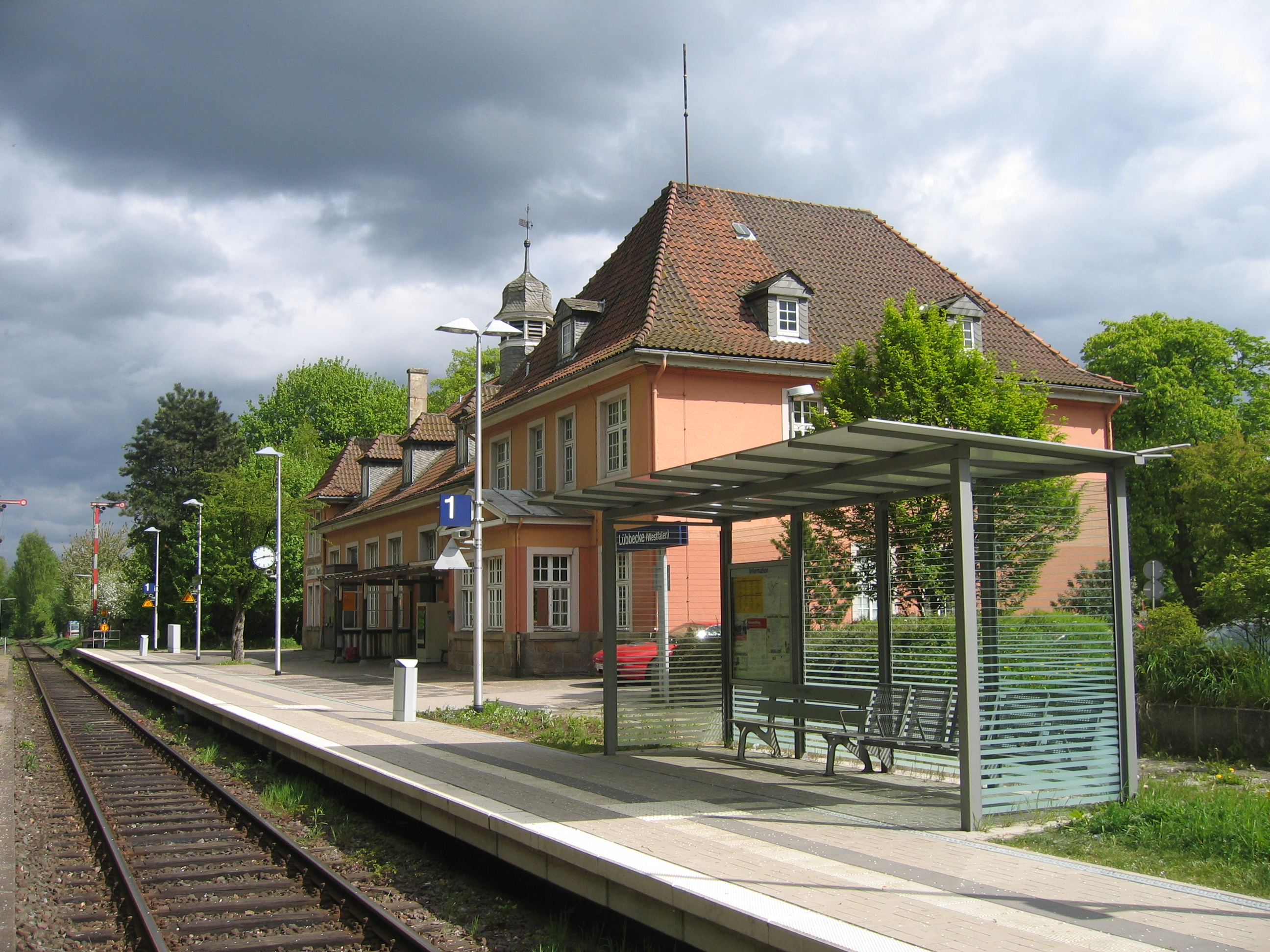
リュベッケ駅

#### 鉄道
リュベッケ駅（Lübbecke (Westf)）はラーフェンスベルガー鉄道の駅で、平日は1時間毎、日曜日には2時間ごとにレギオナルバーン 71 ビーレフェルト - ヘルフォルト - ビュンデ - ラーデンを運行している。ブラスハイム駅は何十年も前に廃止されている。タレントによるオイロバーンが時速 120 km/hr で通過して行く。

#### バス
リュベッケの公共旅客交通機関（鉄道を含む）はオストヴェストファーレンリッペ交通連盟に加盟している。ミンデンへの高速バス路線の他に、エスペルカンプ、ラーデン、プロイシシュ・オルデンドルフへの地域路線バスがある。

#### 水運路と港
内陸水運に使われるドイツで最も長い人工水路ミッテルラント運河は、この街の北の市境をなしている。市はここにリュベッケ工業港を設けており、この運河を経由してライン川、ヴェーザー川、エルベ川へ結ばれている。しかし、この港はミンデン港や西に位置するプロイシシュ・オルデンドルフの港よりも小さい。この港の近くには、小さなヨット港や手漕ぎボートの桟橋がある。

#### 自転車道と遊歩道
ほぼ平らな北ドイツ低地は自転車での移動に好適である。40 km の長さの田舎道が市内の各市区を結んでいる。この他、ヴェストフェリシェ・ミューレンルートや、街の農家の手工業文化施設を結ぶ LandArt-Route が市内を通っている。さらにウェルネス・ラートルートやバーンラートルート・ヴェーザー＝リッペなどが通っている。この他に、ミッテルラント運河沿いの産業道路が自転車道路として愛好されている。
遊歩道では、ヴィーエン山地の尾根を越えて TERRA.vita自然公園へ行くヴィッテキンツヴェクが有名である。自転車道ミューレンルートと対をなすのが、やはりこの地域の風車や水車を結ぶミューレンシュタイクである。アルミニウスヴェクは、ローマ時代の英雄アルミニウスがカルクリーゼ近郊でローマ軍を殲滅した歴史的な行軍ルート（トイトブルク森の戦い）をおおよそたどる遊歩道で、リュベッケを経由している。グローセス・トルフモーアを通る湿原体験路もある。この他、TERRA.vita自然公園内には数多くの小さな遊歩道が整備されている。インラインスケート・コース、ミューレンクライス・スケート＆レールの一部がリュベッケを通っている。

#### 航空
最寄りの大規模空港は、ハノーファー＝ランゲンハーゲン（約1時間で到着できる）、ミュンスター＝オスナブリュック（約1時間）、ブレーメン（約90分）の各空港である。2005年11月5日に、ルフトハンザのボンバルディア CRJ700 (D-ACPQ) にこの街の名が付けられた。最寄りの小規模空港は 20 km 南東に位置するポルタ・ヴェストファーリカ飛行場（舗装滑走路 860 m）である。

### 地元企業
この街の従業員数の多い主な企業を列記する。

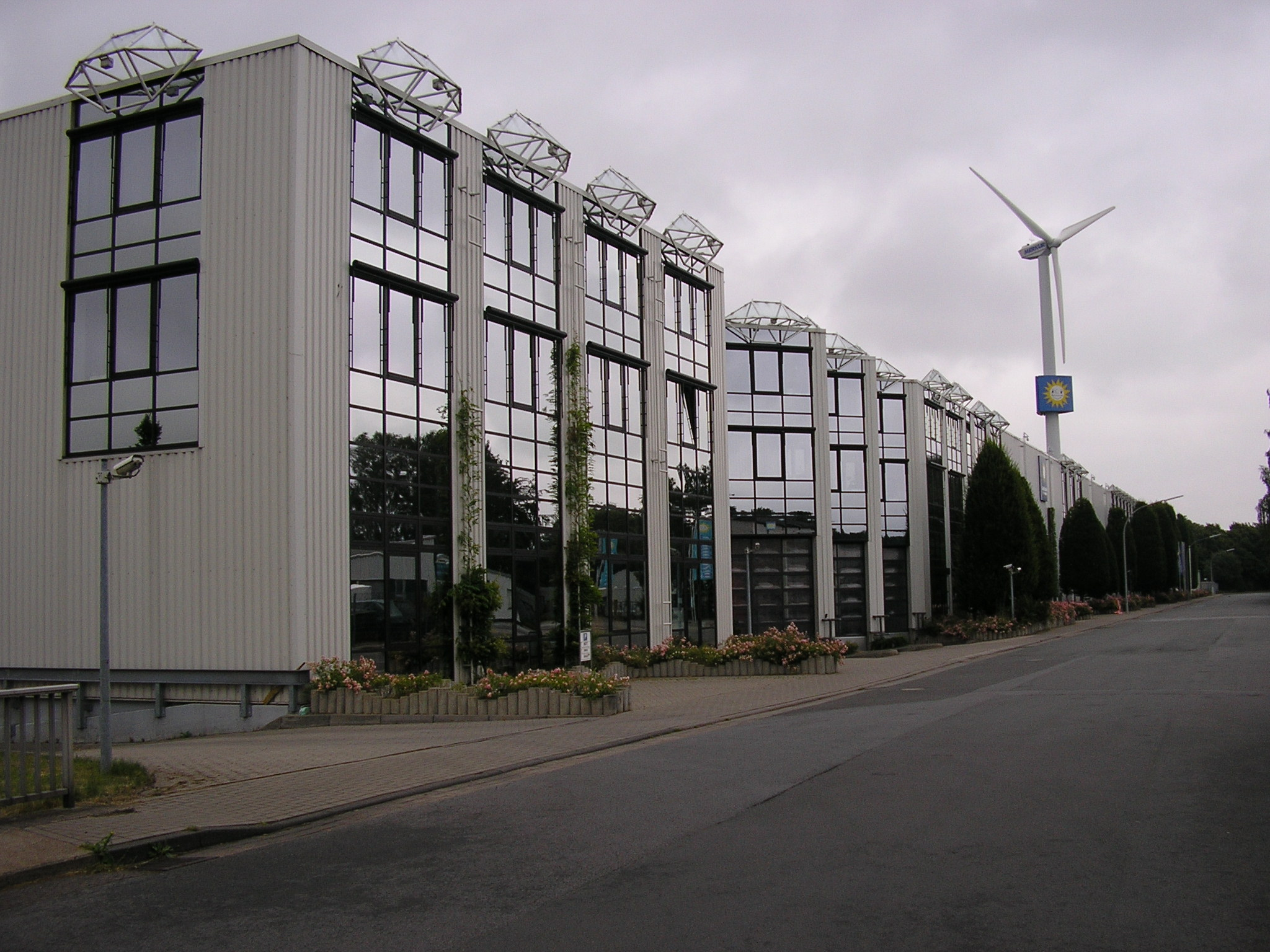
リュベッケのガウゼルマン・グループ社

- IMA Klessmann（従業員 900人。木材加工システム）
- Atronic International GmbH（ガウゼルマン・グループ傘下。従業員 422人。ゲーム用品の開発、販売）
- Westfleisch（リュベッケ職人区センター内。従業員 400人。食肉販売）
- LIBERTY DAMENMODEN GMBH（従業員 340人。婦人服販売）
- Dannemann Cigarrenfabrik GmbH（従業員 340人。高級タバコ製造）

ほとんどの企業は市内北部、連邦道B239号線沿いの3つの工業地域にある。

### メディア
ローカル紙としては、リュベッケ市向け地方面を持つノイエ・ヴェストフェーリシェとヴェストファーレンブラットが購読されている。ミンデン＝リュベッケ郡向けローカルラジオ、ラジオ・ヴェストファーリカがある。

### 公共施設

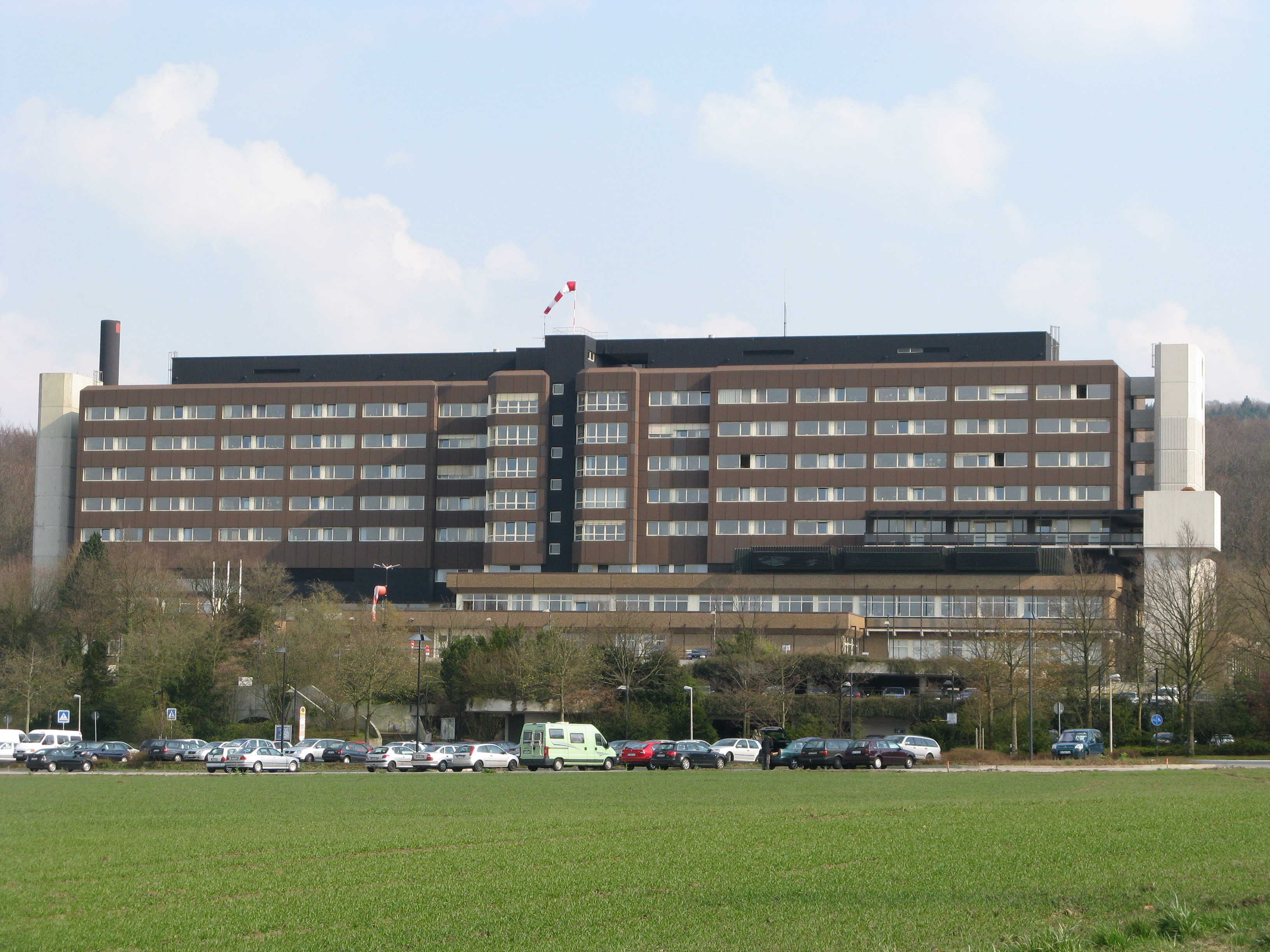
リュベッケ病院

リュベッケには4つのミューレンクライスクリニークのうちの1つがある。この他にホスピス「ヴェリタス」がある。リュベッケには、税務署や陸運局の自動車運行許可所がある。これらの機関は、1973年にリュベッケが郡庁所在地でなくなって以後もこの街で業務を行っている。その他、市の施設としては、市立ホール、マルクトに面した旧市庁舎にある文化・メディアセンター内のメディオテック（旧市立図書館）がある。

### 教育
中級中心都市リュベッケの上級学校には、リュベッケ市内および多くの周辺市町村（プロイシシュ・オルデンドルフやヒュルホルストなど）から、生徒が入学してくる。上級の学校としては以下のものがある。
- ヴィッテキント・ギムナジウム・リュベッケ（1926年創立、学生数約 1100人。学校名はザクセン公ヴィドゥキントに由来する。）
- ヤーン実科学校（1939年にプロテスタントの国民学校リュベッケの中級学校として創設された。後者の最も古い部分は1928年に建てられた。）
- リュベッケ本課程学校（生徒数約 344人）
- リュベッケ職業補習高等専門学校（生徒数 3700人。このうち2500人は定時制の養成専門教育（研修）コースで、1200人が全日制の教育コースである。）

この他に、市内には6校の基礎課程学校がある。
- アストリート・リントグレン基礎課程学校
- ブラスハイム基礎課程学校
- ゲーレンベック基礎課程学校
- クライン・フェルト基礎課程学校
- ネッテルシュテット基礎課程学校
- レーゲンボーゲン基礎課程学校

また2校の養護学校がある。
- シューレ・アム・ブッシュカンプ
- ペストロッツィ・シューレ

その他の職業専門学校に音楽学校「プロ・ムジカ」やアルトクライス・リュベッケ国民学校がある。

## 人物

### 出身者
- エミー・ツェーデン（1900年 - 1944年）反ナチス運動家

## 引用
1. ↑  Bevölkerung der Gemeinden Nordrhein-Westfalens am 31. Dezember 2023 – Fortschreibung des Bevölkerungsstandes auf Basis des Zensus vom 9. Mai 2011
2. ↑  Max Mangold, ed (2005). Duden, Aussprachewörterbuch (6 ed.). Dudenverl. p. 519. ISBN 978-3-411-04066-7
3. ↑  NRW 地学サービス: Erdwärme nutzen – Geothermiestudie liefert Planungsgrundlage Archived 2005年9月14日, at the Wayback Machine.
4. 1 2  ノルトライン＝ヴェストファーレン州データ管理・統計局: Kommunalprofil Lübbecke (PDF)
5. 1 2  リュベッケ市: リュベッケ市基本条例 1995年1月30日付け (PDF)
6. ↑  リュベッケ市のウェブサイト: Zahlen und Daten. Einwohnermeldedaten nach Ortsteilen (Stand 31.12.2009)
7. ↑  リュベッケ市のウェブサイト: Zahlen und Daten. Klima.
8. ↑  ノルトライン＝ヴェストファーレン州選挙管理局: 2015年9月13日のリュベッケ市長選挙結果（2016年6月1日 閲覧）
9. ↑  国際市章サイト: Wappen von Lübbecke.
10. ↑  ミンデン＝リュベッケ郡: Ordnungsbehördliche Verordnung VII-10 des Kreises Minden-Lübbecke zur Sicherung von Naturdenkmälern im Kreis Minden-Lübbecke （ミンデン＝リュベッケ郡内の自然文化財保護に関するミンデン＝リュベッケ郡条例 VII-10、PDF）